# Svetovno prvenstvo v košarki 2019
Svetovno prvenstvo v košarki 2019 se je odvijalo od 31. avgusta do 15. septembra 2019 na Kitajskem. Na tekmovanju je sodelovalo dvaintrideset reprezentanc, četrtič v svoji zgodovini tudi slovenska. Tekmovanje se je začelo s predtekmovanjem v štirih skupinah, iz vsake se prve štiri reprezentance uvrstijo v šestnajstino finala. Naslov prvaka je osvojila španska reprezentanca, srebrno medaljo argentinska reprezentanca, bronasto pa francoska reprezentanca.

## Prizorišča
| Peking                          | PekingGuangdong · (see below)ŠanghajNankingVuhan | Nandžing                                     |
| ------------------------------- | ------------------------------------------------ | -------------------------------------------- |
| Wukesong Arena                  | PekingGuangdong · (see below)ŠanghajNankingVuhan | Nanjing Youth Olympic Sports Park Gymnasium  |
| Kapaciteta: 17,173              | PekingGuangdong · (see below)ŠanghajNankingVuhan | Kapaciteta: 19,610                           |
|                                 | PekingGuangdong · (see below)ŠanghajNankingVuhan |                                              |
| Šanghaj                         | PekingGuangdong · (see below)ŠanghajNankingVuhan | Vuhan                                        |
| Shanghai Oriental Sports Center | PekingGuangdong · (see below)ŠanghajNankingVuhan | Wuhan Gymnasium                              |
| Kapaciteta: 18,000              | PekingGuangdong · (see below)ŠanghajNankingVuhan | Kapaciteta: 11,700                           |
|                                 | PekingGuangdong · (see below)ŠanghajNankingVuhan |                                              |
| Prizorišča v Guangdongu         |                                                  |                                              |
| Dongguan                        | DongguanFušanGuangžuŠenzen                       | Fošan                                        |
| Dongguan Basketball Center      | DongguanFušanGuangžuŠenzen                       | Foshan International Sports & Cultural Arena |
| Kapaciteta: 16,133              | DongguanFušanGuangžuŠenzen                       | Kapaciteta: 15,028                           |
|                                 | DongguanFušanGuangžuŠenzen                       |                                              |
| Guangdžov                       | DongguanFušanGuangžuŠenzen                       | Šenzen                                       |
| Guangzhou Gymnasium             | DongguanFušanGuangžuŠenzen                       | Shenzhen Bay Sports Centre                   |
| Kapaciteta: 11,468              | DongguanFušanGuangžuŠenzen                       | Kapaciteta: 12,381                           |
|                                 | DongguanFušanGuangžuŠenzen                       |                                              |